# Serbien och Montenegro
Serbien och Montenegro eller Serbien-Montenegro (serbiska: Србија и Црна Гора/Srbija i Crna Gora) var ett statsförbund eller federation på Balkanhalvön i sydöstra Europa bestående av delstaterna Serbien och Montenegro. Landet existerade från den 4 februari 2003 till den 5 juni 2006. Staten gränsade till Albanien, Makedonien, Bulgarien, Rumänien, Ungern, Kroatien och Bosnien och Hercegovina.
Belgrad var den politiska huvudstaden och Podgorica den juridiska. Förhållandet mellan de båda delstaterna var diffust; det fanns vidare inom Serbien två autonoma provinser, Kosovo och Vojvodina. Kosovo är efter Kosovokriget 1999 under FN:s administration av UNMIK.

## Historia
Då den Socialistiska federativa republiken Jugoslavien splittrades 1992 återbildade delrepublikerna Serbien och Montenegro Förbundsrepubliken Jugoslavien. FN och en rad stater (däribland USA) vägrade dock erkänna den nya staten som Jugoslaviens efterföljare och den blev inte medlem av FN förrän den 1 november 2000 efter regimskiftet i oktober det året. Under 1990-talet var Förbundsrepubliken Jugoslavien inblandat i de jugoslaviska krigen. 
Den 4 februari 2003 omvandlades de två återstående republikerna i Förbundsrepubliken Jugoslavien till den lösa konfederations-unionen Serbien och Montenegro. Delstaterna hade under 1990-talet glidit alltmer isär politiskt och Montenegro har fått ökad självständighet från Belgrad, symboliskt genom införandet av ny flagga och nationaldag 2004. 
Den 21 maj 2006 hölls en folkomröstning i Montenegro om landet skulle lämna unionen med Serbien och bli helt självständigt eller inte. Resultatet blev att 55,4% röstade för självständighet. Montenegro utropade sig den 3 juni 2006 som självständigt och unionen upphörde då de facto. Den 5 juni 2006 förklarade sig Serbien i sin tur självständigt från unionen som därmed upplöstes.

## Geografi
Serbien och Montenegro hade en yta på 102 350 km². Montenegro är betydligt mindre än Serbien och ligger sydväst om Serbien. Montenegro har en 19,9 mil lång kust mot Adriatiska havet medan Serbien är kustlöst. Serbien utom Kosovo består i huvudsak av slättland och låga kullar. Kosovo och Montenegro har däremot ett mycket bergigt landskap.

## Politik
Parlamentet, som hade sitt säte i Belgrad, hade 126 medlemmar – 91 från Serbien och 35 från Montenegro. Författningsrätten hade säte i Podgorica. I september 2004 blev gamla socialistiska symboler ersatta med en ny flagga och nationalsången "Boze Pravde" (i Serbien). 3 april 2003 blev landet det 45:e medlemslandet i Europarådet.

### Administrativ indelning

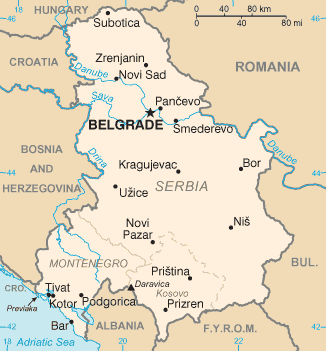
Karta över Serbien och Montenegro, år 2005.

- Republiken Serbien, indelat i tre provinser som i sin tur var indelade i distrikt
  - Kosovo och Metohija
  - Vojvodina
- Republiken Montenegro

## Ekonomi
Varje delstat hade sin egen ekonomiska politik och valuta. Serbien hade serbisk dinar (CSD) och Montenegro euro. Restjugoslavien drabbades av en svår ekonomisk kris i början av 1990-talet och var sedan under sin existens ett av de fattigare länderna i Europa. Nettoinkomsten per invånare var 2002 cirka 149 euro i månaden.
Montenegro hade tidigare endast runt 70 % av Serbiens ekonomiska och sociala nivå, men senare har både genomsnittliga löner och pensioner blivit dubbelt så höga som i Serbien. Serbien hade stora problem med den organiserade brottsligheten som ansågs vara en av världens största procentuellt, sett ur antalet invånare i landet. Maffian hade ett hårt grepp om ekonomin och hade under årtionden präglat politiken i landet.

## Demografi
Serbien och Montenegro hade 10,8 miljoner invånare, varav endast 660 000 bodde i Montenegro. Serber och montenegriner är sydslaviska folk som är östortodoxt kristna och talar serbiska.
I Montenegro bor 200 000 serber. I Serbiens provins Kosovo är kosovoalbanerna i majoritet; dessa är muslimer med albanska som modersmål. I Serbiens nordliga provins Vojvodina utgörs befolkningen av 70 % serber, och de andra stora grupperna är främst ungrare och kroater. Den största andelen av befolkningen i Serbien och Montenegro utgjordes av serber på 67,5 %, albaner 18 %, montenegriner 7 %, ungrare 3,5 % och övriga 5 %.

### Städer
Landets största stad var Serbiens huvudstad Belgrad med 1 711 800 invånare. Ingen annan stad kom i närheten av dess storlek och av landets nästföljande städer, Novi Sad, Niš, Pristina, Kragujevac och Podgorica (i Montenegro), hade ingen mer än 200 000 invånare.